# Bibern (Schaffhouse)
Pour les articles homonymes, voir Bibern.
Bibern est une ancienne commune suisse du canton de Schaffhouse.

## Histoire

Vue aérienne (1964)

Partagé entre plusieurs propriétaires pendant le Moyen Âge, le village de Bibern devient une possession de la ville de Schaffhouse en 1521 et fait alors partie du bailliage de Reiath-Herblingen jusqu'en 1798.
Comme Altdorf, Hofen et Opfertshofen, elle a été intégrée dans la commune de Thayngen le 1er janvier 2009.